# 1973

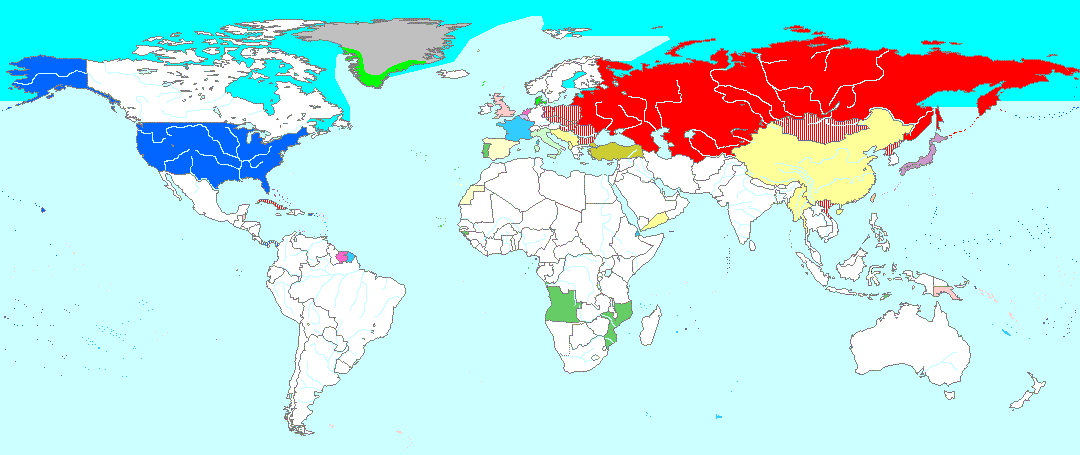
Il mondo nel 1973

Il 1973 (MCMLXXIII in numeri romani) è un anno  del XX secolo.

## Eventi

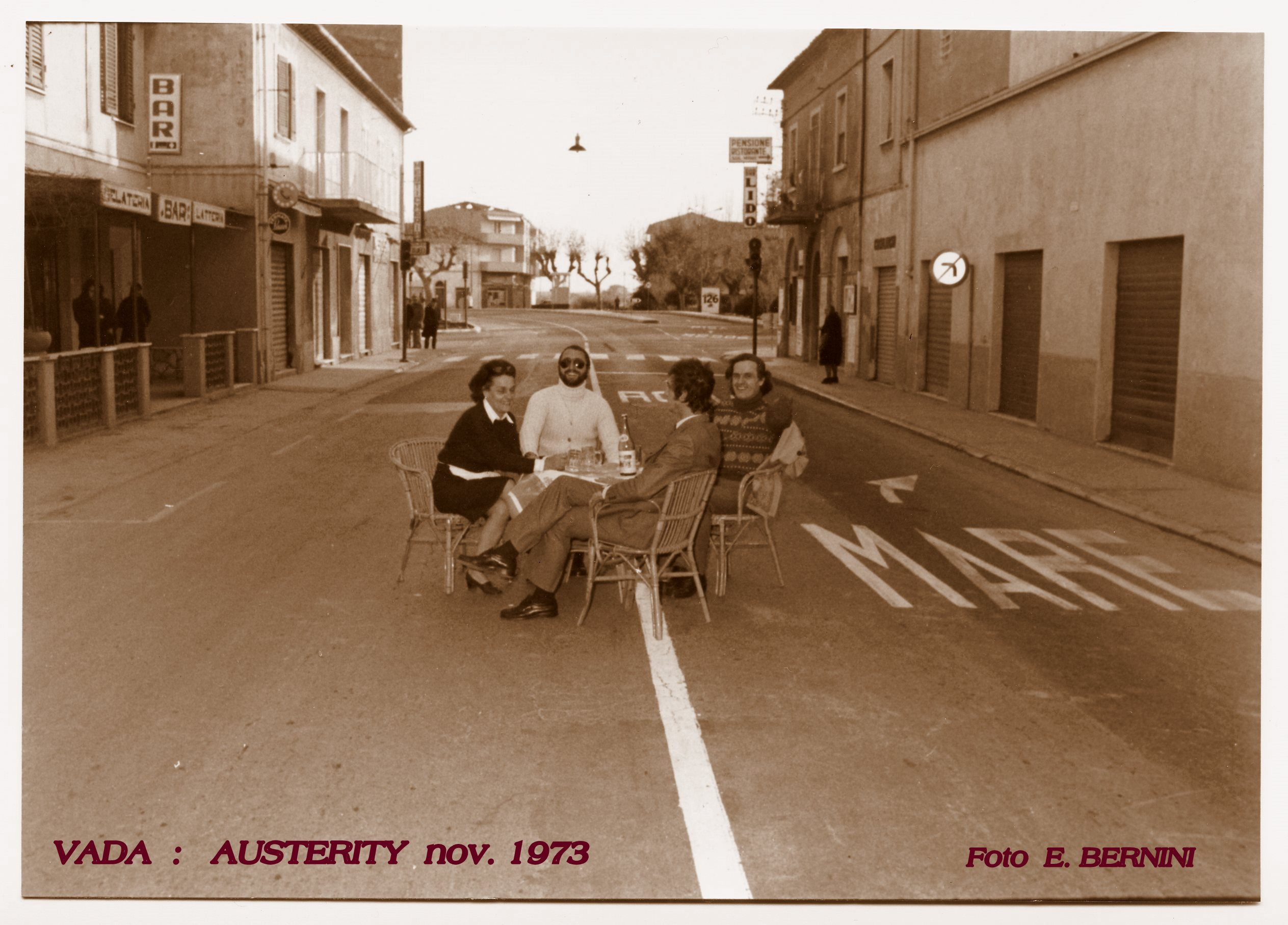
Vada, novembre 1973. A seguito della guerra del Kippur e della decisione dei paesi del medio oriente di ridurre le forniture di petrolio a tutto l'Occidente, fu introdotta una pesante "austerity".

### Gennaio
- 1º gennaio – Europa: la Repubblica d'Irlanda, il Regno Unito e la Danimarca diventano membri della CEE (che così passa da 6 a 9 membri).
- 14 gennaio – Hawaii: viene trasmesso il concerto di Elvis Presley "Aloha from Hawaii". È il primo concerto della storia della televisione ad essere trasmesso in tutto il mondo via satellite.
- 17 gennaio – Ferdinand Marcos diventa presidente a vita delle Filippine.
- 19 gennaio – Primo Campionato del mondo rally 1973 [WRC] (19 gen 1973 – 2 dic 1973)
- 20 gennaio – Amílcar Cabral è assassinato nella porta della sua casa in Guinea-Bissau da alcuni suoi compagni del PAIGC.
- 22 gennaio – la Corte suprema degli Stati Uniti d'America, nella decisione Roe contro Wade, dichiara che la legge repressiva del Texas nei confronti dell'aborto è incostituzionale per violazione del diritto alla privacy delle donne.
- 23 gennaio – il vulcano Eldfell sull'isola di Heimaey erutta in modo catastrofico.
- 27 gennaio – gli accordi di pace di Parigi pongono ufficialmente fine alla Guerra del Vietnam. In cambio della restituzione di un grande numero di prigionieri da parte del Vietnam del Nord, gli Stati Uniti accettano di ritirarsi completamente dal Vietnam del Sud.

### Febbraio
- 8 febbraio – creazione della Confederazione Europea dei Sindacati – CES.
- 12 febbraio - Il governo degli Stati Uniti procede alla svalutazione del dollaro del 10%, spingendo i paesi CEE a chiudere momentaneamente i cambi.

### Marzo
- 1º marzo – esce, negli USA, il film d'animazione La meravigliosa, stupenda storia di Carlotta e del porcellino Wilbur basato sul libro per bambini
- 4 marzo – Cile: la coalizione socialista Unidad Popular, guidata da Salvador Allende, vince nuovamente le elezioni aumentando notevolmente il proprio numero di voti rispetto alla precedente consultazione.
- 7 marzo – viene scoperta la Cometa Kohoutek.
- 17 marzo – Elisabetta II inaugura il moderno ponte di Londra.
- 24 marzo – Londra: Viene pubblicato dai Pink Floyd per l'etichetta EMI l'Album The Dark Side of the Moon. L'Album resterà quasi due anni nelle classifiche di vendita americane.
- 27 marzo – Premi Oscar 1973: Il Padrino vince il miglior film.

### Aprile
- 3 aprile – Martin Cooper effettua la prima telefonata con un telefono cellulare portatile.
- 4 aprile – New York: viene inaugurato il complesso World Trade Center. Le due Torri Gemelle vengono aperte al pubblico.
- 7 aprile – il Lussemburgo vince l'Eurovision Song Contest, ospitato proprio nella città di Lussemburgo.
- 12 aprile - avviene l'omicidio del poliziotto ventiduenne Antonio Marino, colpito da una bomba lanciata dal neofascista Vittorio Loi (c.d. Giovedì nero di Milano)

### Maggio
- 10 maggio – viene fondato il Fronte Polisario per la liberazione del Sahara Occidentale.
- 18 maggio – Washington: in seguito alle rivelazioni di due giornalisti del Washington Post, viene aperta un'inchiesta sul cosiddetto scandalo Watergate, ovvero lo spionaggio subito dai Democratici nel corso dell'ultima campagna elettorale presidenziale. Nell'inchiesta è coinvolto anche il Presidente degli Stati Uniti, Richard Nixon.
- 20 maggio - I piloti di motocicletta Jarno Saarinen e Renzo Pasolini muoiono in un incidente durante il Gran Premio delle Nazioni a Monza.

### Giugno
- 1º giugno – Grecia: un referendum abolisce la monarchia e istituisce la repubblica. Il colonnello Geōrgios Papadopoulos, già al potere dal golpe militare del 1967, diventa Presidente.
- 9 giugno – Il cavallo Secretariat vince il Belmont Stakes, aggiudicandosi la Triple Crown of Thoroughbred Racing, venticinque anni dopo l'ultimo campione, che la vinse nel 1948.
- 20 giugno - Buenos Aires: Juan Domingo Perón rientra in Argentina dopo 18 anni di esilio in Spagna. Lo attendono due milioni di sostenitori, ma a causa degli scontri tra peronisti di destra e di sinistra, l’aereo che riporta in patria il politico deve essere dirottato in un altro aeroporto. Il massacro di Ezeiza, effetto degli scontri, lascia sul campo 13 morti e 365 feriti.
- 27 giugno- Uruguay: Il presidente in carica Juan María Bordaberry scioglie il parlamento e affida il governo a una giunta militare. L’auto-golpe viene giustificato con l’esigenza di rafforzare la repressione dei Tupamaros.

### Luglio
- 6 luglio - Bari: Nel congresso della CGIL si decide di far uscire il sindacato della Federazione internazionale che ha sede a Mosca per favorire l’unione sindacale con CISL e UIL; viene confermato come segretario Luciano Lama.
- 8 luglio - Roma: presta giuramento il governo Rumor IV, presieduto dal democristiano Mariano Rumor.
- 10 luglio
  - Roma: viene rapito Paul Getty III, nipote dell'uomo più ricco del mondo. Per sollecitare il pagamento, i sequestratori tagliano un orecchio al ragazzo. La liberazione avverrà cinque mesi dopo, a fronte di un riscatto miliardario.
  - le Bahamas ottengono la piena indipendenza all'interno del Commonwealth delle nazioni.
- 13 luglio
  - Washington: Durante le udienze del Comitato Watergate il vice assistente al presidente Nixon, Alexander Butterfield, ammette l’esistenza di un sistema di registrazione nello Studio Ovale: diventa possibile avere un riscontro sulle responsabilità di Nixon di un eventuale tentativo di insabbiamento dello scandalo Watergate.
  - Regno unito: Esce Queen, il primo album dell'omonimo gruppo.
- 17 luglio - Kabul: mentre il re Mohammed Zahir Shah è in viaggio, il primo ministro afgano Mohammed Daud Khan organizza un colpo di Stato incruento con l’appoggio dell’esercito e del PPDA, partito di ispirazione marxista-leninista.
- 21 luglio - Cosmodromo di Bajkonur: Viene lanciata dal cosmodromo kazako l'undicesima sonda verso Marte, nell'ambito della missione russa Mars 4. La sonda però non riuscirà ad immettersi nell'orbita del pianeta.
- 25 luglio – viene lanciata la dodicesima sonda verso Marte, nell'ambito della missione russa Mars 5: la sonda raggiungerà il pianeta il 12 febbraio 1974 ed invierà alla Terra alcuni dati.

### Agosto
- 5 agosto – viene lanciata la tredicesima sonda verso Marte, nell'ambito della missione russa Mars 6: la sonda raggiungerà il pianeta il 12 marzo 1974 ed invierà alla Terra alcuni dati.
- 9 agosto – viene lanciata la quattordicesima sonda verso Marte, nell'ambito della missione russa Mars 7: la sonda raggiungerà il pianeta il 9 marzo 1974 ed invierà alla Terra alcuni dati.
- 15 agosto – cessano i bombardamenti statunitensi sulla Cambogia.
- 23 agosto – Stoccolma: un tentativo di rapina alla Sveriges Kredit Bank si trasforma in un sequestro di persona: è l'evento da cui nacque l'espressione "Sindrome di Stoccolma".
- 29 agosto – a Bari, Napoli, Palermo, Cagliari, Barcellona ed altre città del Mediterraneo scoppia un'epidemia di colera causata da una partita di mitili provenienti dalla Tunisia.

### Settembre
- 2 settembre - Barcellona: Felice Gimondi diventa campione del mondo di ciclismo su strada, battendo allo sprint Freddy Maertens e Luis Ocaña.
- 9 settembre – Belgrado, Jugoslavia: Novella Calligaris diventa campionessa mondiale degli 800 m stile libero, stabilendo il nuovo record del mondo con il tempo di 8'52"97.
- 11 settembre – in Cile, un golpe militare diretto dal generale Augusto Pinochet rovescia il governo. Il Presidente Salvador Allende si suicida durante le ultime fasi di assalto al palazzo presidenziale.
- 18 settembre – le due Germanie e le Bahamas vengono ammesse all'ONU.
- 22 settembre – USA: Henry Kissinger, ex consigliere alla sicurezza della Casa Bianca, è nominato Segretario di Stato.
- 23 settembre – Argentina: Juan Domingo Perón è eletto presidente.
- 24 settembre - La Guinea-Bissau dichiara l'indipendenza dal Portogallo.
- 28 settembre – Italia: in un saggio su Rinascita intitolato Riflessioni sull'Italia dopo i fatti del Cile, il segretario del PCI Enrico Berlinguer lancia la proposta del compromesso storico con la DC.

### Ottobre
- 6 ottobre- Israele: Scoppia la guerra del Kippur. Se inizialmente l’attacco congiunto di Egitto e Siria mette in seria difficoltà l'esercito israeliano, a partire dal 24 ottobre la situazione militare si ribalta e solo la mediazione americana, qualche giorno dopo, impedisce il dilagare dell’esercito israeliano. Se l'Egitto otterrà la restituzione della penisola del Sinai la Siria accusa una pesante sconfitta.
- 10 ottobre – Stati Uniti: il Vice Presidente degli Stati Uniti Spiro Agnew si dimette dopo essere stato accusato di evasione fiscale.
- 17 ottobre - Kuwait City: I paesi arabi dell’OPEC per solidarizzare con Egitto e Siria, impegnate nella guerra del Kippur, impongono un drastico aumento del prezzo del petrolio. Seguirà il blocco delle forniture di greggio a Stati Uniti e Paesi Bassi che apre la crisi petrolifera che spingerà i paesi dell’Europa occidentale a imporre misure di contenimento del consumo di petrolio.
- 20 ottobre – Viene completato il Teatro dell'Opera di Sydney.
- 30 ottobre - Turchia: viene inaugurato il Ponte sul Bosforo, il primo che permette il collegamento tra le due parti(europea ed asiatica) di Istanbul.

### Novembre
- 21 novembre - Roma: Vengono condannati 30 dirigenti di Ordine Nuovo per ricostituzione del Partito Nazionale Fascista. La sentenza implica lo scioglimento del movimento politico di estrema destra ed ha l’effetto di spingere molti militanti in clandestinità rendendo più confusa la lotta contro il terrorismo nero.
- 23 novembre - Un aereo militare italiano (Argo 16) esplode in cielo e si schianta vicino a Marghera.
- 25 novembre- Atene: In seguito alle proteste internazionali suscitate dalla repressione della rivolta del Politecnico di Atene il generale Dimitrios Ioannides con un golpe depone dalla sua carica di Presidente della Grecia Geōrgios Papadopoulos, in modo da mantenere al potere la dittatura dei colonnelli che controlla il paese dal 1967.
- 26 novembre – La Mauritania aderisce alla Lega araba.
- 30 novembre - Il regime dell’apartheid, in vigore nella Sudafrica e in altri stati africani viene condannato come crimine internazionale dall’Assemblea generale delle Nazioni Unite.

### Dicembre
- 17 dicembre – un gruppo di terroristi palestinesi attacca un aereo della Pan Am all'Aeroporto di Fiumicino provocando 30 vittime. Catturano 14 ostaggi per poi fuggire su un altro aereo della Lufthansa con destinazione il Kuwait.
- 20 dicembre - Madrid: il Presidente del Governo spagnolo Luis Carrero Blanco è ucciso in un attentato dinamitardo dall'organizzazione indipendentista basca ETA

## Nati
Ci sono circa 4 280 voci su persone nate nel 1973; vedi la pagina Nati nel 1973 per un elenco descrittivo o la categoria Nati nel 1973 per un indice alfabetico.

## Morti
Ci sono circa 1 250 voci su persone morte nel 1973; vedi la pagina Morti nel 1973 per un elenco descrittivo o la categoria Morti nel 1973 per un indice alfabetico.

## Calendario
| Calendario 1973 | Calendario 1973 | Calendario 1973 | Calendario 1973 | Calendario 1973 | Calendario 1973 | Calendario 1973 | Calendario 1973 | Calendario 1973 | Calendario 1973 | Calendario 1973 | Calendario 1973 | Calendario 1973 | Calendario 1973 | Calendario 1973 | Calendario 1973 | Calendario 1973 | Calendario 1973 | Calendario 1973 | Calendario 1973 | Calendario 1973 | Calendario 1973 | Calendario 1973 | Calendario 1973 | Calendario 1973 | Calendario 1973 | Calendario 1973 | Calendario 1973 | Calendario 1973 | Calendario 1973 | Calendario 1973 | Calendario 1973 | Calendario 1973 |
| --------------- | --------------- | --------------- | --------------- | --------------- | --------------- | --------------- | --------------- | --------------- | --------------- | --------------- | --------------- | --------------- | --------------- | --------------- | --------------- | --------------- | --------------- | --------------- | --------------- | --------------- | --------------- | --------------- | --------------- | --------------- | --------------- | --------------- | --------------- | --------------- | --------------- | --------------- | --------------- | --------------- |
|                 | 1               | 2               | 3               | 4               | 5               | 6               | 7               | 8               | 9               | 10              | 11              | 12              | 13              | 14              | 15              | 16              | 17              | 18              | 19              | 20              | 21              | 22              | 23              | 24              | 25              | 26              | 27              | 28              | 29              | 30              | 31              |                 |
| Gennaio         | Lu              | Ma              | Me              | Gi              | Ve              | Sa              | Do              | Lu              | Ma              | Me              | Gi              | Ve              | Sa              | Do              | Lu              | Ma              | Me              | Gi              | Ve              | Sa              | Do              | Lu              | Ma              | Me              | Gi              | Ve              | Sa              | Do              | Lu              | Ma              | Me              |                 |
| Febbraio        | Gi              | Ve              | Sa              | Do              | Lu              | Ma              | Me              | Gi              | Ve              | Sa              | Do              | Lu              | Ma              | Me              | Gi              | Ve              | Sa              | Do              | Lu              | Ma              | Me              | Gi              | Ve              | Sa              | Do              | Lu              | Ma              | Me              |                 |                 |                 |                 |
| Marzo           | Gi              | Ve              | Sa              | Do              | Lu              | Ma              | Me              | Gi              | Ve              | Sa              | Do              | Lu              | Ma              | Me              | Gi              | Ve              | Sa              | Do              | Lu              | Ma              | Me              | Gi              | Ve              | Sa              | Do              | Lu              | Ma              | Me              | Gi              | Ve              | Sa              |                 |
| Aprile          | Do              | Lu              | Ma              | Me              | Gi              | Ve              | Sa              | Do              | Lu              | Ma              | Me              | Gi              | Ve              | Sa              | Do              | Lu              | Ma              | Me              | Gi              | Ve              | Sa              | Do              | Lu              | Ma              | Me              | Gi              | Ve              | Sa              | Do              | Lu              |                 |                 |
| Maggio          | Ma              | Me              | Gi              | Ve              | Sa              | Do              | Lu              | Ma              | Me              | Gi              | Ve              | Sa              | Do              | Lu              | Ma              | Me              | Gi              | Ve              | Sa              | Do              | Lu              | Ma              | Me              | Gi              | Ve              | Sa              | Do              | Lu              | Ma              | Me              | Gi              |                 |
| Giugno          | Ve              | Sa              | Do              | Lu              | Ma              | Me              | Gi              | Ve              | Sa              | Do              | Lu              | Ma              | Me              | Gi              | Ve              | Sa              | Do              | Lu              | Ma              | Me              | Gi              | Ve              | Sa              | Do              | Lu              | Ma              | Me              | Gi              | Ve              | Sa              |                 |                 |
| Luglio          | Do              | Lu              | Ma              | Me              | Gi              | Ve              | Sa              | Do              | Lu              | Ma              | Me              | Gi              | Ve              | Sa              | Do              | Lu              | Ma              | Me              | Gi              | Ve              | Sa              | Do              | Lu              | Ma              | Me              | Gi              | Ve              | Sa              | Do              | Lu              | Ma              |                 |
| Agosto          | Me              | Gi              | Ve              | Sa              | Do              | Lu              | Ma              | Me              | Gi              | Ve              | Sa              | Do              | Lu              | Ma              | Me              | Gi              | Ve              | Sa              | Do              | Lu              | Ma              | Me              | Gi              | Ve              | Sa              | Do              | Lu              | Ma              | Me              | Gi              | Ve              |                 |
| Settembre       | Sa              | Do              | Lu              | Ma              | Me              | Gi              | Ve              | Sa              | Do              | Lu              | Ma              | Me              | Gi              | Ve              | Sa              | Do              | Lu              | Ma              | Me              | Gi              | Ve              | Sa              | Do              | Lu              | Ma              | Me              | Gi              | Ve              | Sa              | Do              |                 |                 |
| Ottobre         | Lu              | Ma              | Me              | Gi              | Ve              | Sa              | Do              | Lu              | Ma              | Me              | Gi              | Ve              | Sa              | Do              | Lu              | Ma              | Me              | Gi              | Ve              | Sa              | Do              | Lu              | Ma              | Me              | Gi              | Ve              | Sa              | Do              | Lu              | Ma              | Me              |                 |
| Novembre        | Gi              | Ve              | Sa              | Do              | Lu              | Ma              | Me              | Gi              | Ve              | Sa              | Do              | Lu              | Ma              | Me              | Gi              | Ve              | Sa              | Do              | Lu              | Ma              | Me              | Gi              | Ve              | Sa              | Do              | Lu              | Ma              | Me              | Gi              | Ve              |                 |                 |
| Dicembre        | Sa              | Do              | Lu              | Ma              | Me              | Gi              | Ve              | Sa              | Do              | Lu              | Ma              | Me              | Gi              | Ve              | Sa              | Do              | Lu              | Ma              | Me              | Gi              | Ve              | Sa              | Do              | Lu              | Ma              | Me              | Gi              | Ve              | Sa              | Do              | Lu              |                 |

## Premi Nobel
- per la Pace: Henry A. Kissinger, Lê Đức Thọ
- per la Letteratura: Patrick White
- per la Medicina: Karl von Frisch, Konrad Lorenz, Nikolaas Tinbergen
- per la Fisica: Leo Esaki, Ivar Giaever, Brian D. Josephson
- per la Chimica: Ernst Otto Fischer, Geoffrey Wilkinson
- per l'Economia: Wassily Leontief